# Лоуренсий
| 103        | Лоуренсий |
| Lr(266)    |           |
| 5f147s27p1 |           |

Лоуре́нсий (химический символ — Lr, от англ. Lawrencium) — химический элемент 3-й группы (по устаревшей классификации — побочной подгруппы третьей группы, IIIB) седьмого периода периодической системы химических элементов Д. И. Менделеева, с атомным номером 103.
Относится к семейству актиноидов.

## История
Элемент 103 был получен в СССР на ускорителе в Объединённом институте ядерных исследований (наукоград Дубна) в 1961—1965 г. группой Г. Н. Флёрова и независимо в Национальной лаборатории им. Лоуренса в Беркли (США, 14 февраля 1961 г.). Советское достижение в СССР было признано как научное открытие и занесено в Государственный реестр открытий СССР под № 132 с приоритетом от 20 апреля 1965 г. в следующей формулировке: «Экспериментально обнаружено неизвестное ранее явление образования элемента с атомным номером 103, впервые полученный изотоп которого синтезирован при облучении америция-243 ионами кислорода-18. Имеет массовое число 256, период полураспада 35 с и сложный спектр энергий альфа-частиц в интервале 8,3—8,6 мегаэлектрон-вольт».

## Происхождение названия
Советские исследователи предложили назвать новый элемент резерфордий (Rf), в честь Эрнеста Резерфорда, американцы — лоуренсием (Lr), в честь изобретателя циклотрона, физика Эрнеста Лоуренса. Символы Rf, Lr можно было видеть в таблицах элементов, изданных в разные годы. Согласно решению ИЮПАК этот элемент получил название лоуренсий.

## Физические свойства
Полная электронная конфигурация атома лоуренсия: 1s2 2s2 2p6 3s2 3p6 4s2 3d10 4p6 5s2 4d10 5p6 6s2 4f14 5d10 6p6 7s2 5f14 7p1
Первоначально у лоуренсия предполагалась электронная конфигурация [Rn]5f146d17s2, однако в настоящее время установлено, что лоуренсий имеет аномальную электронную конфигурацию — [Rn]5f147s27p1, поскольку 7p-орбиталь в атоме лоуренсия стабилизируется сильными релятивистскими эффектами и находится ниже 6d-орбитали. Для сравнения, электронная конфигурация его гомолога в семействе лантаноидов, лютеция, — [Xe] 4f146s25d1. Таким образом, лоуренсий является первым элементом периодической таблицы, у которого электронная конфигурация основного состояния перестроена релятивистскими эффектами. 
Лоуренсий — это последний в семействе актиноидов элемент, искусственно полученный радиоактивный металл.
Расчётная температура плавления лоуренсия — около 1900 К (около 1627 °C). Расчётная плотность 14,4 г/см3, расчётный объёмный модуль упругости 42 ГПа. Экспериментально эти величины не были измерены, поскольку макроскопические образцы лоуренсия никогда не были получены, могут быть доступны лишь отдельные атомы этого элемента.
Экспериментально измеренная энергия ионизации нейтрального лоуренсия составляет 4,96+0,08
−0,07 эВ (в хорошем согласии с теоретическими расчётами, которые дают 4,963 ± 0,015 эВ) или 479 кДж/моль. Эта энергия значительно ниже, чем у его гомолога лютеция (5,42 эВ).

## Получение
Лоуренсий в природе отсутствует, получен только искусственным путём на ускорителях частиц.

## Изотопы
Известно не менее 16 изотопов лоуренсия, самый долгоживущий из которых — 266Lr — имеет период полураспада 11 часов.

## Применение
Ввиду малого времени жизни изотопов лоуренсия практического применения этот элемент не имеет.